# المتحري الروحي ياكومو
المتحري الروحي ياكومو (باليابانية: 心霊探偵 八雲، بالروماجي: Shinrei Tantei Yakumo) (بالإنجليزية: Psychic Detective Yakumo)‏ هي سلسلة رواية غموض يابانية من تأليف مانابو كاميناغا ورسوم كاتوه أكاتسوكي، نشرت في عام 2004، اقتبست إلى أنمي من قبل استوديو بي تراين، عرض الأنمي في 3 أكتوبر عام 2010 حتى 26 ديسمبر عام 2010، وتكون من 13 حلقة. 

## القصة
تدور أحداث القصة عن ياكومو سايتو هو طالب جامعي ولد بعين يسرى حمراء تسمح له برؤية الأشباح والأرواح. تظهر ذات يوم طالبة جامعية تدعى هاروكا أوزاوا، تطلب منه المساعدة لإنقاذ صديقتها، التي تعتقد أنها مملوكة لروح. يوافق على مساعدتها وبعدها يأخذ مهمات لمساعدة المحقق قوتو والشرطة، وتبدأ الأرواح بالظهور ويلاحق من قبل روح ابيه.

## الشخصيات
هاروكا أوزاوا (باليابانية: 小沢 晴香، بالروماجي: Ozawa Haruka)
مؤدية الصوت: أيومي فوجيمورا
ياكوما سايتو (باليابانية: 斉藤 八雲، بالروماجي: Saitō Yakumo)
مؤدي الصوت: دايسكي أونو
كازوتوشي غوتو (باليابانية: 後藤 和利، بالروماجي: Gotō Kazutoshi)
مؤدي الصوت: هيروكي توتشي
يوتارو إيشي (باليابانية: 石井 雄太郎، بالروماجي: Ishii Yūtarou)
مؤدي الصوت: توكويوشي كاواشيما
ماكوتو هيجيكاتا (باليابانية: 土方　真琴، بالروماجي: Hijikata Makoto)
مؤدي الصوت: ميغومي تويوغوتشي
ناو سايتو (باليابانية: 斉藤　奈緒، بالروماجي: Saitō Nao)
مؤدي الصوت: آمي كوشيميزو
إيشين سايتو (باليابانية: 斉藤 一心، بالروماجي: Saitō Isshin)
مؤدي الصوت: توشيهيكو سيكي
ميوكي ناناسي (باليابانية: 七瀬　美雪، بالروماجي: Nanase Miyuki)
مؤدية الصوت: ريوكا يوزوكي

## وصلات خارجية
- المتحري الروحي ياكومو عند كادوكاوا دوانغو
- المتحري الروحي ياكومو (أنمي) عند NHK
- المتحري الروحي ياكومو على موقع IMDb (الإنجليزية)
- المتحري الروحي ياكومو على موقع كينوبويسك (الروسية)